# North Harbour Stadium
 (avril 2025).
Le North Harbour Stadium est un stade néo-zélandais consacré au football et au rugby à XV et localisé à Albany, dans la banlieue d'Auckland, située dans le nord de la Nouvelle-Zélande.
C'est un stade de 25 000 places, qui accueille la province de North Harbour Rugby Union, qui évolue au plus haut niveau du rugby à XV néo-zélandais, la Air New Zealand Cup. Côté football, c'est le club de New Zealand Knights FC qui joue ses matchs à domicile dans cette enceinte de 2005 à 2007. 

## Évènements
- Coupe d'Océanie de football 2002
- Coupe du monde féminine de rugby à XIII 2003
- Coupe d'Océanie féminine de football 2010
- Coupe du monde de rugby à XV 2011